# 膳所車站
膳所車站 （日语：／ Zeze eki */?）是一由西日本旅客鐵道（JR西日本）與日本貨物鐵道（JR貨物）所共同經營的鐵路車站，位於日本滋賀縣大津市，是JR西日本東海道本線（琵琶湖線）沿線車站之一，屬於JR西日本京都支社所管轄的範圍。

## 歷史
1880年啟用的膳所車站是滋賀縣境內歷史最悠久的車站，也是日本全國第19個啟用的鐵路車站，啟用當時原名馬場。由於啟用當時大津與長濱間的鐵路還沒有串連在一起，必須要靠水上交通（太湖汽船）接駁，因此當時的馬場車站內設有一個折返線，由京都方向來到本站的列車會經過折返線改駛往大津車站（位於今日的濱大津附近），是日本所有設有折返線的車站之中歷史最悠久的一個。
這段馬場至大津之間的接駁鐵路線在1889年東海道線全線通車後，改作為本線的貨運支線使用（之後改名為大津線）。1913年京阪石山坂本線的前身、大津電車軌道通車，馬場車站改名為大津車站（第二代），而在同時第一代的大津車站則改名為「濱大津」，至於路線重疊的大津線正式停止客運服務，而成為無名的貨運支線。
由於當時的大津電氣軌道與日本國鐵所使用的路線軌距不同，因此兩業者共用的路線是採雙軌距（三線軌条）配置，其中靠琵琶湖方向為三線，靠山一面為通常的軌距。
1921年時，配合東海道線的新線啟用，本站停辦客運業務，車站名稱又改回馬場。直到1934年時才重開客運業務，車站名稱又再度配合變更，成為今日的膳所。
1947年時，起點在近江今津的江若鐵道也共用相同路線駛入大津車站，因此在車站內曾經存在一個供江若鐵道使用的小月台，但今已不復見。1965年時江若鐵道廢線，膳所車站僅剩日本國鐵單方面使用，而與濱大津之間的貨物支線，也在1969年時正式廢線。
京阪電氣鐵道所擁有的京阪膳所車站，實際上就緊鄰在JR膳所車站的一旁，因此轉車便利。

## 貨運業務
膳所車站雖然仍是JR貨物營運中的車站，但目前已經沒有貨運列車的設定，僅負責車攜貨物的臨時收發服務。膳所車站的貨運專用線則是在2005年時停辦，在今日車站西側、與6號線平行的外側可以見到隸屬於太平洋水泥（太平洋セメント）大津服務站的貨車用水泥裝卸設備，並以專用線連結，在2005年3月之前，有水泥輸送用的貨運列車往返於本站與東藤原車站之間。

## 車站結構
各方向四線路段內，現在可對應12節編組的島式月台，合計2面4線加上下待避線共6線的地面車站。

### 月台配置
| 月台 | 路線     | 方向（軌道）   | 目的地           | 備註               |
| ---- | -------- | -------------- | ---------------- | ------------------ |
| 1    | 琵琶湖線 | 上行（外側線） | 草津、貴生川方向 | 只限直通草津線列車 |
| 2    | 琵琶湖線 | 上行（內側線） | 草津、米原方向   | 草津、米原方向     |
| 3    | 琵琶湖線 | 下行（內側線） | 京都、大阪方向   |                    |
| 4    | 琵琶湖線 | 下行（外側線） | 京都、大阪方向   | 只限部分列車       |

## 使用情況
2018年度1日平均上車人次為12,901人。
根據「滋賀縣統計書」，近年1日平均上車人次推移如下表。
| 年度               | 1日平均 上車人次 | 來源   |
| ------------------ | ---------------- | ------ |
| 1992年（平成04年） | 11,930           | [ 2 ]  |
| 1993年（平成05年） | 11,983           | [ 3 ]  |
| 1994年（平成06年） | 11,800           | [ 4 ]  |
| 1995年（平成07年） | 11,942           | [ 5 ]  |
| 1996年（平成08年） | 12,900           | [ 6 ]  |
| 1997年（平成09年） | 13,171           | [ 7 ]  |
| 1998年（平成10年） | 13,253           | [ 8 ]  |
| 1999年（平成11年） | 12,859           | [ 9 ]  |
| 2000年（平成12年） | 12,688           | [ 10 ] |
| 2001年（平成13年） | 12,539           | [ 11 ] |
| 2002年（平成14年） | 12,415           | [ 12 ] |
| 2003年（平成15年） | 12,473           | [ 13 ] |
| 2004年（平成16年） | 12,640           | [ 14 ] |
| 2005年（平成17年） | 12,531           | [ 15 ] |
| 2006年（平成18年） | 12,547           | [ 16 ] |
| 2007年（平成19年） | 12,569           | [ 17 ] |
| 2008年（平成20年） | 12,841           | [ 18 ] |
| 2009年（平成21年） | 12,658           | [ 19 ] |
| 2010年（平成22年） | 12,642           | [ 20 ] |
| 2011年（平成23年） | 12,655           | [ 21 ] |
| 2012年（平成24年） | 12,977           | [ 22 ] |
| 2013年（平成25年） | 13,075           | [ 23 ] |
| 2014年（平成26年） | 12,623           | [ 24 ] |
| 2015年（平成27年） | 12,861           | [ 25 ] |
| 2016年（平成28年） | 12,763           | [ 26 ] |
| 2017年（平成29年） | 12,759           | [ 27 ] |
| 2018年（平成30年） | 12,901           | [ 1 ]  |

## 相鄰車站
西日本旅客鐵道
 琵琶湖線（東海道本線）
■新快速
通過
■普通（包括在京都站或高槻站以西變為快速列車者）
石山（JR-A27）－膳所（JR-A28）－大津（JR-A29）

### 曾經存在的路線
國有鐵道
東海道本線（舊線）
（石山－）馬場（現時膳所站）－大谷　
- 廢除時國有鐵道的事業主體為鐵道省。此路段之間的逢坂山隧道東出口的舊路線的一部分成為了現在國道1號線。當地稱呼為「汽車道」。

東海道本線支線（舊·大津線）
膳所－（石場）－（紺屋關）－濱大津（舊·大津站）
- 廢除時國有鐵道的事業主體為日本國有鐵道。石場站與紺屋關站於該路段廢除前先行廢站。

江若鐵道
江若鐵道線
膳所－濱大津

## 外部連結
- 膳所｜車站資訊：JR出門網 - 西日本旅客鐵道